# Amédée Olive
Amédée Olive est un homme politique français né le 10 octobre 1835 à Andainville (Somme) et décédé le 31 août 1919 à Vergies (Somme).

## Biographie
Propriétaire agriculteur, maire d'Andainville, conseiller d'arrondissement, il est député de la Somme de 1898 à 1902, inscrit à l'Union progressiste.

## Sources
- « Amédée Olive », dans le Dictionnaire des parlementaires français (1889-1940), sous la direction de Jean Jolly, PUF, 1960 [détail de l’édition]